# 웹삼국지
《웹삼국지:병림성하》(三國 兵臨城下) 은 중국에서 개발된 전략 시뮬레이션 웹게임이다.

## 특징
《웹삼국지(Web SAM GUK JI)》 병림성하(兵臨城下)는 웹 브라우저 기반 게임이다.
GANDROMEDA Inc.에서 수입,배급 하고있고 현재 중국,베트남,한국,대만에서 서비스하고 있다.

## 역사
클로즈 베타 테스트(CBT) 2009년 9월 17일에 시작했고 10월 1일 종료했다.
오픈 베타 테스트 (OBT) 2009년 10월 23일에 시작하고
2009년 11월 27일에 정식 서비스가 시작하였다
서버오픈 : 2009년 11월 27일 두 번째 서버인 적벽(赤壁)서버를 오픈했다.
서버오픈 : 2009년 12월 25일 세 번째 서버인 관도(官渡)서버를 오픈했다.
2010년 1월 22일 18세 등급 판정을 받다.
서버오픈 : 2010년 1월 29일 네 번째 서버인 이릉(夷陵)서버를 오픈했다.
서버오픈 : 2010년 4월 2일 다섯 번째 서버인 한중(漢中)서버를 오픈했다.
서버오픈 : 2010년 6월 4일 여섯번째 서버인 낙양(落陽)서버를 오픈했다.
서버오픈 : 2010년 7월 30일 일곱번째 서버인 장안(長安)서버를 오픈했다.
서버오픈 : 2010년 11월 26일 여덟번째 서버인 허창(許昌)서버를 오픈했다.
서버오픈 : 2011년 7월 1일 아홉번째 서버인 공명(孔明)서버를 오픈했다.
서버오픈 : 2011년 11월 25일 열번째 서버인 전장(戰場)서버를 오픈했다.
2012년 11월 23일 GANDROMEDA Inc.에서  서비스를 재시작하였다.
서버오픈 : 2012년 12월 7일 열한번째 서버인 난세(亂世)서버를 오픈했다.